# 333 Market Street
333 Market Street je mrakodrap v kalifornském městě San Francisco. Má 33 pater a výšku 144 metrů. Byl dokončen v roce 1979 podle projektu společnosti Gin Wong Associates.